# Cukoh Nau
Cukoh Nau is een bestuurslaag in het regentschap Ogan Komering Ulu Selatan van de provincie Zuid-Sumatra, Indonesië. Cukoh Nau telt 723 inwoners (volkstelling 2010).